# Miloslav Pospíšil
Miloslav Pospíšil (6. srpna 1918, Bystřice pod Hostýnem – 4. září 1951, Praha) byl československý člen protikomunistického odboje. Roku 1951 byl za svou činnost v odbojové skupině Hory Hostýnské odsouzen za velezradu a rozvracení státu k trestu smrti.

## Biografie
Narodil se roku 1918 v obci Bystřice pod Hostýnem do dělnické rodiny. V mládí se vyučil kamenosochařem. Roku 1939[ujasnit] nastoupil do armádní služby v době mobilizace. Na podzim roku 1939 již byl nasazen na práci do Říše, kde pracoval na stavbách. Roku 1942 byl zatčen gestapem za drobné sabotáže, za které byl vězněn až do roku 1944. Během spojeneckého náletu se mu podařilo z vězeňského tábora uprchnout zpět na Moravu, kde se přidal k partyzánům.
Po válce se usadil v Odrách, kde provozoval kamenosochařství. Živnost řídil až do roku 1948, kdy začal mít po únorovém převratu jako živnostník problémy s komunistickými úřady. V dubnu téhož roku mu bylo odebráno povolení podnikat. Nebyl však ani z daleka jediným komu se to stalo, s dalšími třemi bývalými živnostníky se tedy rozhodl emigrovat. Všichni byli zatknuti SNB již v Olomouci a uvrženi do vyšetřovací vazby, kde strávili dva měsíce než dostali prezidentskou milost. Poté se znovu usadil, přijal práci v kamenické dílně a oženil se.

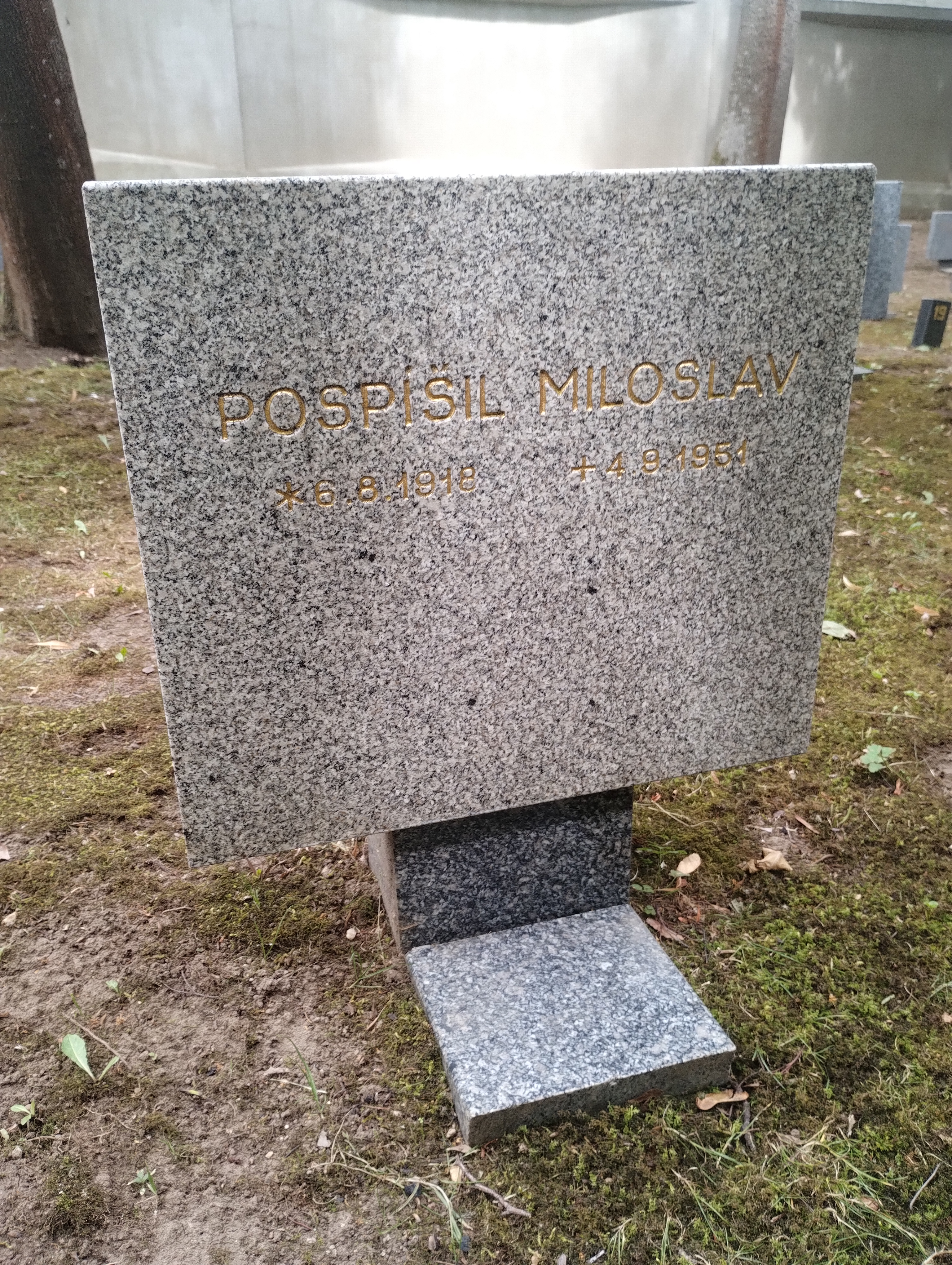
Symbolický náhrobek M. Pospíšila na Čestném pohřebišti v Ďáblicích

Brzy poté však byl znovu vyšetřován SNB, kdy byl udán, že neohlásil ukryté zbraně z dob působení u partyzánů. Hrozilo mu až patnáct let vězení, a tak uprchl. Spolu s Vlastimilem Perutkou a Ladislavem Palou, které potkal stejný osud, se ukryli v horách a posléze se přidali k odbojové skupině zvané Hory Hostýnské. Jeho skupina poté například odcizila 170 tisíc československých korun z kampeličky v Blazicích, které rozdali rodinám odbojářů. Také stáli za přepadeními lokálních komunistických funkcionářů.
Od roku 1949 skupina Hory Hostýnské čelila řadě zátahů, při kterých byla většina členů zatčena. Na jaře roku 1950 se tedy skupina ukryla na severu Moravy, ale brzy se vrátila zpět na Hostýnsko. Mezitím však státní složky s pomocí informátorů získaly cenné informace o pohybu odboje.
Téhož roku připravila SNB na Pospíšila past, kdy přesvědčili bývalého partyzána Antonína Bardinu, aby si s Pospíšilem sjednal schůzku, která by vedla k zatčení. Pospíšil však postupoval obezřetně a past odhalil. Při následné přestřelce byl zastřelen vrchní strážmistr Vincenc Šimčák, čehož státní propaganda zneužila proti Pospíšilovi, kterému se podařilo utéct.
V únoru 1951 se se zbytkem své skupiny uchýlil na Slovensko ve snaze spojit se s tamním odbojem, avšak 3. února 1951 byl na vsetínském nádraží zatčen. Ve veřejném procesu, konaném ve Velkém kině v Gottwaldově (dnes Zlín) ve dnech 22.–26. května, byl se svou skupinou o dvacetipěti členech odsouzen, a to za dvojí vraždu, velezradu a rozvracení státu. Kromě zastřeleného příslušníka SNB kladl soud skupině za vinu vraždu poštovního zřízence Velíčka. Poté se s pomocí Vladimíra Rajnocha neúspěšně pokusil o překročení hranic na Šumavě. Soudu předsedal JUDr. Vladimír Podčepický. Padly čtyři rozsudky smrti. Pospíšil byl označen za vůdce „teroristů“ a „vraha poctivého příslušníka bezpečnostních sil“. Dalšími popravenými byli Sigmund Bakala, Vladimír Rajnoch a Josef Čuba. Poprava byla provedena 4. září 1951 v Pankrácké věznici.
Ostatky popraveného byly tajně pohřbeny do hromadného hrobu na Ďáblickém hřbitově. Na Čestném pohřebišti v Ďáblickém hřbitově se nachází symbolický Pospíšilův hrob. Tamní symbolické náhrobky odkazují na zemřelé politické vězně bez ohledu na jejich přesné místo pohřbení.